# Wasubandhu
Wasubandhu (skt वसुबन्दु, chiń. Shiqin (世親), Tianqin 天親; kor. Sech'in 세친; jap. Sesshin; wiet. Thế Thân, Thiên Thân; tyb. dbyig gnyen དབྱིག་གཉེན་) – uczony i mnich buddyjski, razem ze swym bratem Asangą, jeden z założycieli buddyjskiej szkoły jogaczara. Wasubandhu jest jednym z najbardziej wpływowych filozofów w całej historii buddyzmu.

## Biografia